# Julius Gujer
Karl Julius Gujer, auch Julius Guyer (* 19. Januar 1855 in Uster; † 4. Februar 1940 in Zürich), heimatberechtigt in Fehraltorf und Uster, war ein Schweizer Unternehmer und freisinniger Politiker.

## Leben

### Familie
Julius Gujer entstammte dem Bauern-, Müller- und Unternehmergeschlecht Gujer und war der Sohn von Johann Caspar Gujer (* 19. März 1821 in Fehraltorf; † 15. Mai 1891 in Bussenhausen bei Pfäffikon) und dessen Ehefrau Anna Babette (1821–1860), der Tochter des Unternehmers und Politikers Hans Heinrich Zangger. Sein Vater war Teilhaber an den Baumwollspinnereien seines Schwiegervaters. Julius Gujer hatte noch drei leibliche und zwei Halbgeschwister aus der zweiten Ehe seines Vaters.
Seine Onkel waren die Unternehmer und Politiker Heinrich Boller und Heinrich Grunholzer.
Seit dem 15. April 1886 war er mit Elise (* 21. März 1858 in Oberuster; † 10. Mai 1941), der Tochter des Hauptmanns Hans Jakob Berchtold (1827–1889) und von dessen Ehefrau Katharina (geb. Boller) (1827–1905); gemeinsam hatten sie zwei Töchter. Ihre Tochter Elisa (* 18. September 1891;† 21. Juli 1916) war mit dem späteren Nationalrat Emil Stadler (1886–1959) verheiratet.
Bis zu ihrem Umzug nach Zürich lebte die Familie in einer Villa in der Florastrasse 18 in Uster. Seit 1917 lebte die Familie in der Bächtoldstr. 6 in Zürich.

### Werdegang
Julius Gujer besuchte die Schulen in Uster und war von 1872 bis 1874 Schüler an der Industrieschule in Zürich und anschliessend am dortigen Eidgenössischen Polytechnikum. 1875 begann er eine kaufmännische Ausbildung in Genf und unternahm Ausbildungsreisen nach Alexandria in Ägypten sowie nach Palästina; auf der Rückreise hielt er sich in Neapel, Rom und Florenz auf.
1883 übernahm er das Familienunternehmen und benannte es in Julius Gujer & Co. um. Er leitete das Unternehmen bis zum Verkauf 1917. Nach dem Verkauf siedelte er mit der Familie nach Zürich über. 
Von 1897 bis 1899 war er Bankrat der Zürcher Kantonalbank.
Er diente in der Schweizer Armee und wurde 1879 zum Leutnant und 1883 zum Oberleutnant bei der Kavallerie befördert.

### Politisches und gesellschaftliches Wirken

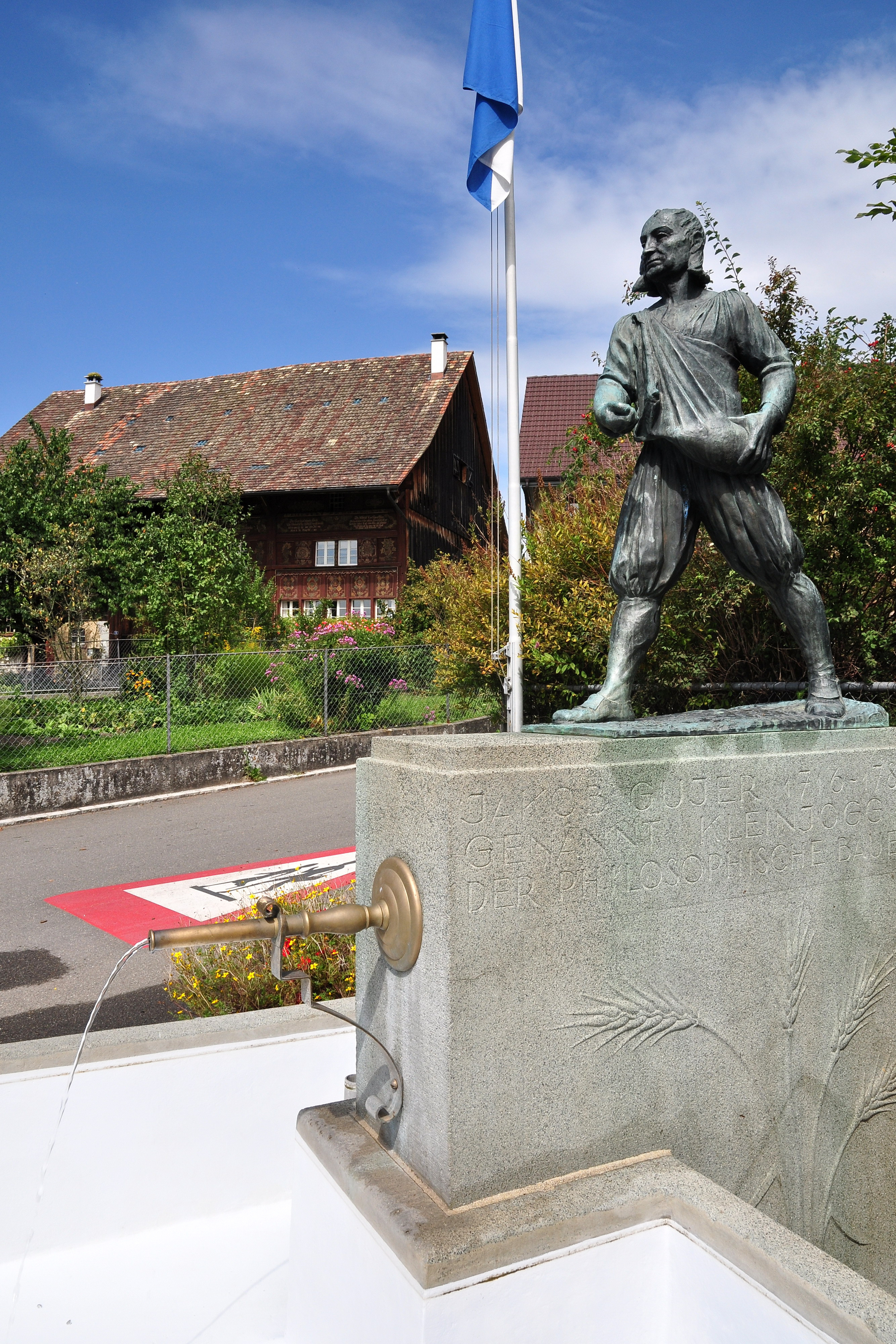
Kleinjogg-Brunnen

Julius Gujer engagierte sich in Uster in der Kommunalpolitik. Er war Mitglied des Gemeinderats und war für die Verwaltung des Gemeindeguts seiner Gemeinde zuständig. Überdies war er Mitglied der Kirchensynode Evangelisch-reformierten Landeskirche des Kantons Zürich. Von 1891 bis 1906 war er Mitglied der Ustermer Sekundarschulpflege und ab 1900 deren Präsident; 1899 wirkte er als Präsident der Baukommission für die Erstellung des neuen Sekundarschulhauses.
Mehrere Jahre stand er der Freisinnig-Demokratischen Partei im Bezirk Uster als Präsident vor.
Gujer wurde 1904 in die Aufsichtskommission der Kantonalen Handelsschule Zürich gewählt, die zuvor als Handelsabteilung an der Kantonsschule organisiert war.
1879 war er Mitbegründer und Präsident des Orchestervereins Dilettanten-Orchester Uster, dem er bis 1884 angehörte. 
Gujer sass für die Freisinnigen von 1895 bis 1914 im Zürcher Kantonsrat und war vom 24. Oktober 1910 bis zum 2. Dezember 1917 (als Nachfolger von Emil Stadler (1853–1917), dem Vater seines Schwiegersohns) Nationalrat. Im Nationalrat stimmte er 1913 für den Gotthardvertrag.
1896 lehnte er im Kantonsrat die Kommissionsvorlage zur Einführung des proportionalen Wahlverfahrens ab. 1898 erfolgte seine Wahl in die Staatsrechnungskommission und 1905 in die Bankrechnungsprüfungs-Kommission.
Gujer ermöglichte 1897 der Gemeinde Uster, das Dorfbad zu bauen.
1909 wirkte er als Präsident des Organisationskomitees für die Bezirksausstellung der Industrie in Uster.
In seiner Freizeit beschäftigte sich Julius Gujer mit der Fotografie und fertigte bei vielen Gelegenheiten Aufnahmen, unter anderem auch Gebäudedokumentationen; sein umfangreicher fotografischer Nachlass befindet sich heute im Stadtarchiv Uster sowie im Stadtarchiv Zürich.
1941 erhielt der Ustermer Ortsteil Wermatswil als Geschenk des im vorangehenden Jahr verstorbenen Julius Gujer einen vom Bildhauer Walter Hürlimann zu Ehren von Jakob Gujer, genannt Kleinjogg, geschaffenen Brunnen.

#### Fotografien von zwei Ferienreisen

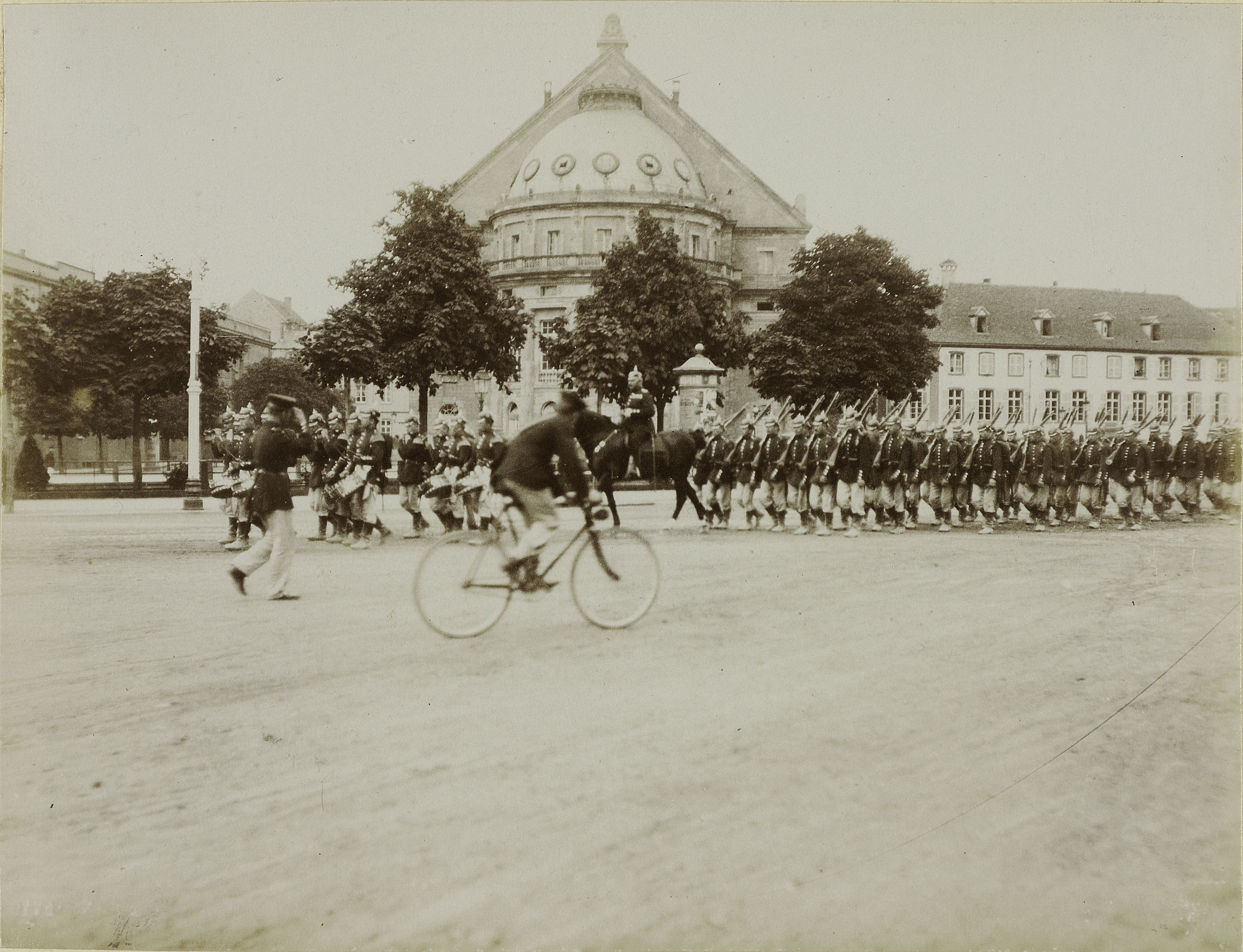
Strassburg, 1902
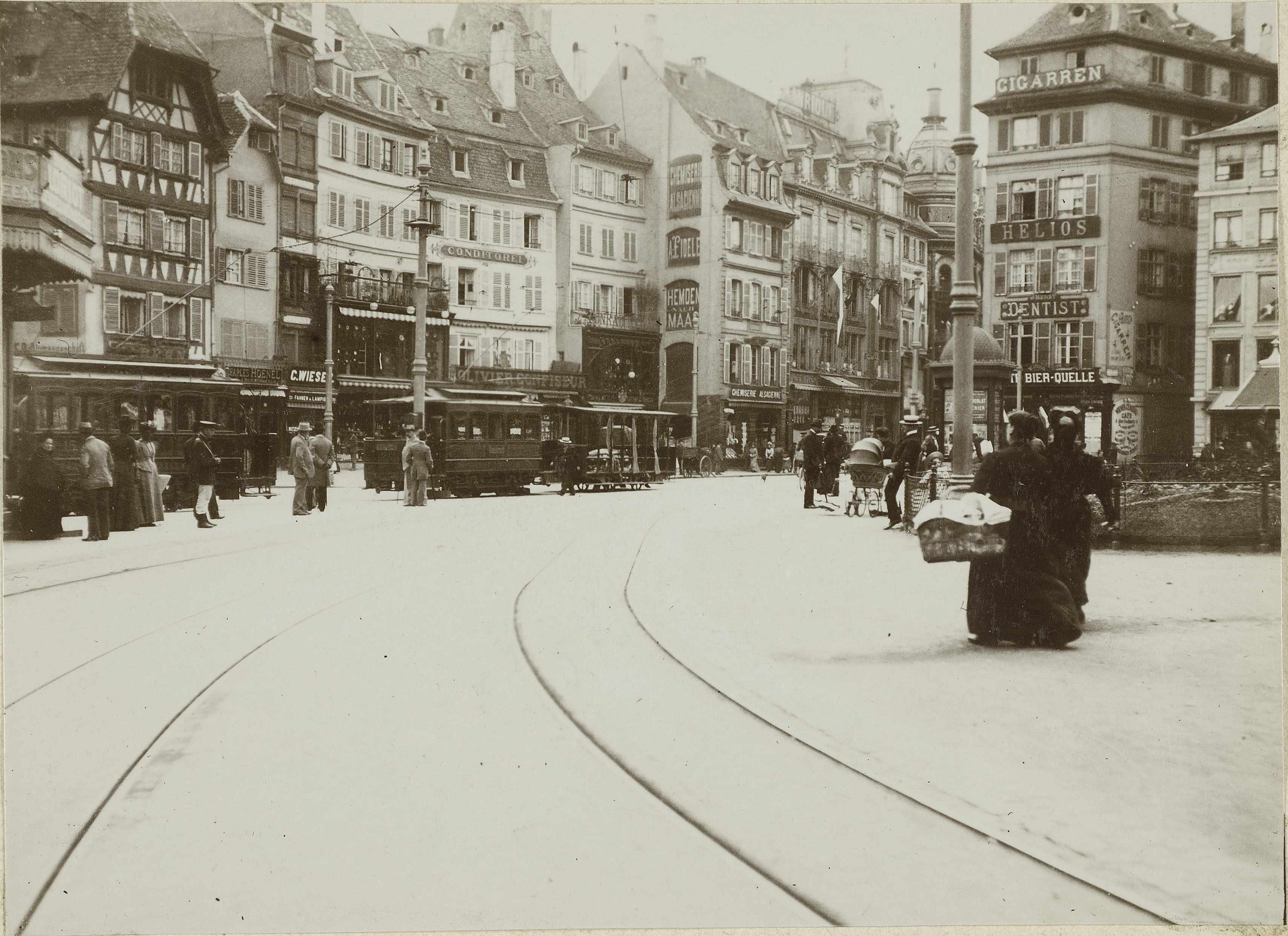
Strassburg, 1902
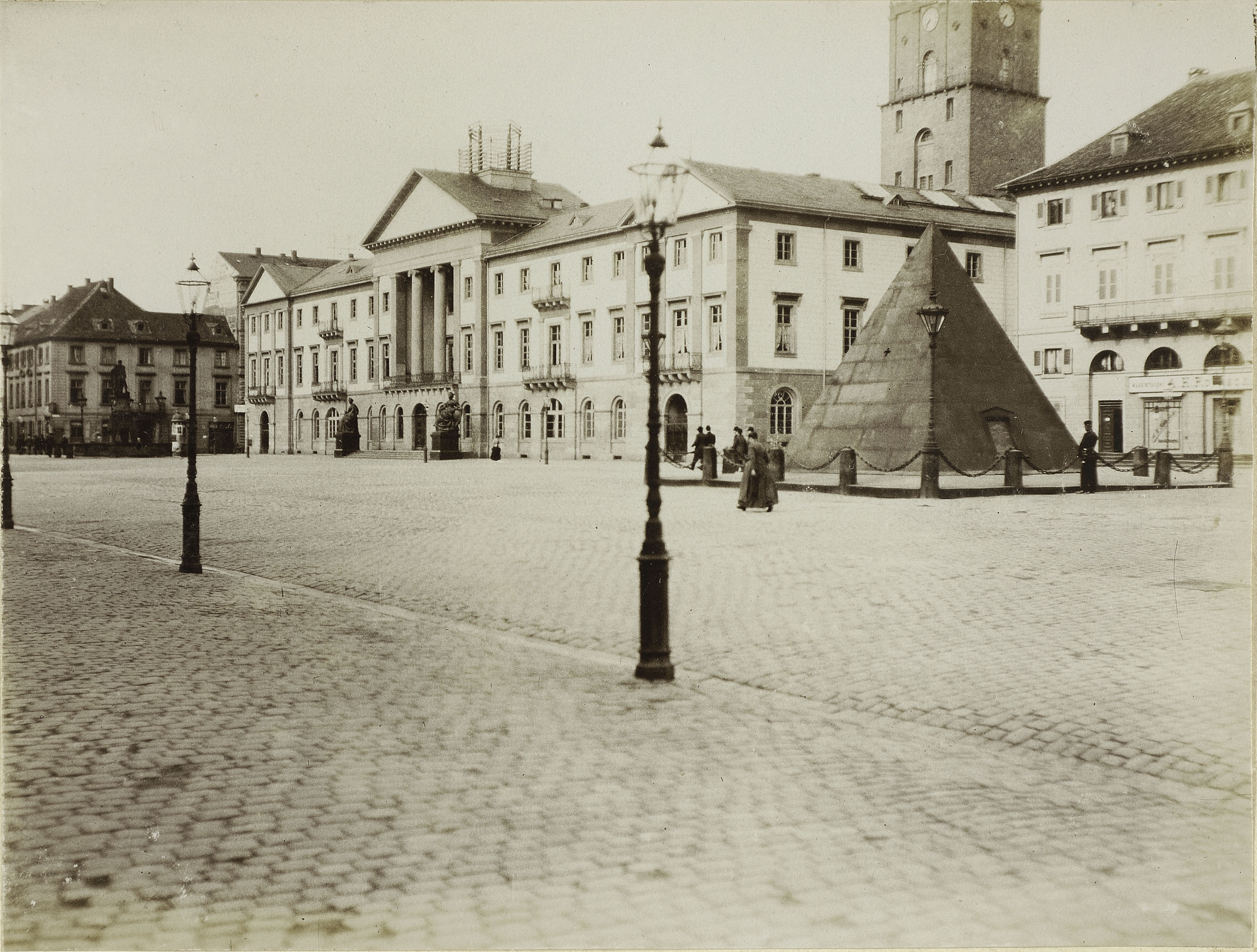
Karlsruhe, 1902
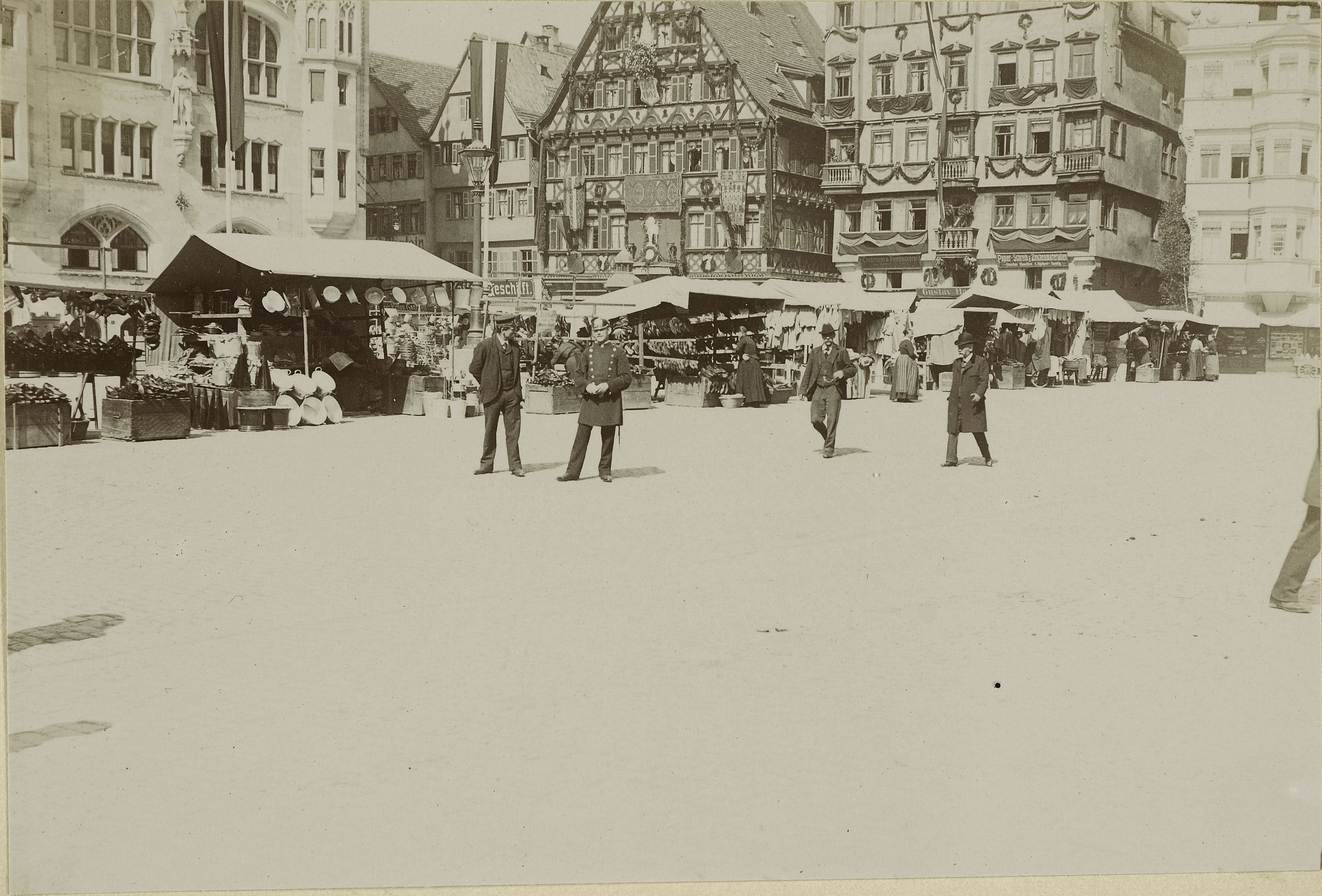
Stuttgart, 1904–1905
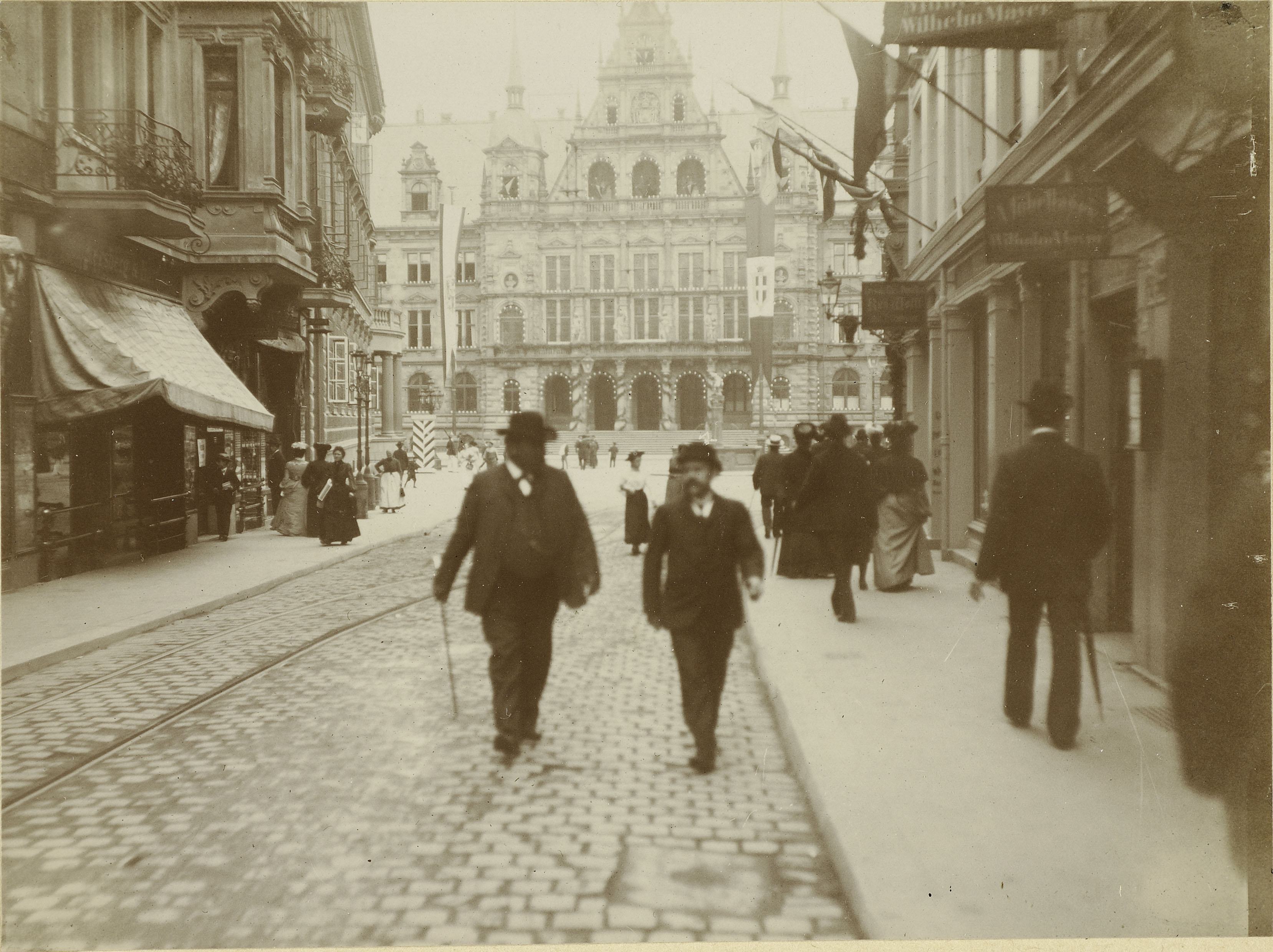
Wiesbaden, 1904–1905